# Brackets
Brackets är en textredigerare med öppen källkod som är byggd med hjälp av HTML, CSS och Javascript. Brackets körs i en liten webbläsare kallad Brackets-shell som är baserad på Chromium Embedded Framework. Första versionen av Brackets släpptes i november 2014 av Adobe. Källkoden är öppen och släppt under MIT-licensen.

## Funktioner

### Quick Edit
Quick Edit är en funktion som gör att CSS och Javascript kan redigeras i ett HTML-dokument utan att lämna det. CSS-regler kan då visas i en ruta under HTML-texten. Quick Edit kan även användas i Javascript-dokument och vid färgväljning i CSS. En färgväljare visas då för att visualisera färgerna.

### Live Preview
Live Preview är en funktion för att kunna se hur HTML- eller CSSkoden visas i webbläsaren. Den kan antingen visa hur ett element renderas genom att visa det i en ruta i redigeraren, eller visa en direktuppdatering av dokumentet i Google Chrome. Live Preview drivs av en Node.js-server.

### Split View
Split View är en funktion som delar redigeraren i två delar, vilket gör det möjligt att redigera två dokument samtidigt. Detta är användbart om man behöver redigera t.ex. en HTML-sida och tillhörande CSS samtidigt.

### Stöd för flera filformat
Brackets har stöd för flera filformat som C++, C, VBScript, Java, JavaScript, HTML, Perl och Python. Den fullständiga listan innehåller över 35 filformat.

## Utökningar
Brackets är skrivet i HTML, CSS och Javascript och utvecklare kan använda dem för att skapa egna modifikationer som kan användas privat eller distribueras genom den inbyggda modifikationshanteraren.